# Protokół (powieść)
Protokół (Le procès-verbal) – debiutancka powieść 
J. M. G. Le Clézia z 1963 roku. Pisarz miał wtedy 23 lata. Otrzymała Nagrodę Renaudot w 1963 roku. Po polsku wydana przez PIW w 1965 roku.

## Fabuła
Bohaterem jest Adam Pollo, samotnik żyjący na marginesie społeczeństwa. Z powodu długich włosów i brody ma wygląd żebraka. Pollo był kiedyś studentem, ale teraz cierpi na amnezję. Nie wie, czy jest dezerterem z wojska, czy może uciekinierem ze szpitala psychiatrycznego.
Włamuje się do pustej willi nad morzem. Z rzadka wybiera się do miasteczka po niewielkie zakupy (papierosy, herbatniki, nawet piwo). Wkrótce brak kontaktu z ludźmi wpływa na niego jak narkotyk, doświadcza innych sposobów istnienia: widzi świat jak pies albo jak szczur. W tych stanach wzmożonej świadomości w jego mózgu powstaje przerażający świat oślepiających halucynacji. Pewnego dnia Adam przemawia do grupy ludzi w miasteczku. Jego denerwująca retoryka prowadzi do jego aresztowania i zamknięcia w zakładzie psychiatrycznym. Tam zaczyna się przesłuchanie.